# Capasa banakaria
Capasa banakaria là một loài bướm đêm trong họ Geometridae.